# Tidal
Tidal (stilizirano kao TIDAL) je glazbeni servis za slušanje glazbe kojeg je 2014. godine pokrenula norveška tvrtka Aspiro, koju sada posjeduje Project Panther Bidco. Tidal korisnicima nudi preko 70 milijuna pjesama i 250,000 glazbenih videa.  Tidal nudi dva paketa: Tidal Premium i Tidal HiFi (kvaliteta zvuka na razini CD-a). Tidal tvrdi da isplaćuje najveći postotak naknade glazbenicima.
Platforma je u Hrvatskoj postala dostupna 20. ožujka 2021. godine.

## Opis
Tidal tvrdi da korisnicima nudi preko 70 milijuna pjesma i 250,000 glazbenih spotova. Osim što korisnicima nudi mogućnost slušanja glazbe i gledanja glazbenih spotova, Tidal korisnicima nudi mogućnost slušanja podcasta. Tidal je od početka korištenja poznat pod visokoj kvaliteti zvuka. Korisnicima nudi HiFi model koji omogućuje slušanje glazbe u master kvaliteti. Za razliku od konkurencije, Tidal ne nudi mogućnost trajnog besplatnog korištenja. Nakon probnog razdoblja od 30 dana, korisnici moraju kupiti pretplatu, ako žele nastaviti s korištenjem platforme. Platforma je dostupna u 61 zemlji, uključujući i Hrvatsku

Aplikacije su dostupne za Microsoft Windows, macOS, iOS i Android uređaje. Dostupan je na Apple TV-u, Roku, CarPlayu, Android TV- i Amazon Fire TV-u.

## Također pogledajte
- Apple Music
- Deezer
- Spotify
- Streaming